# راسم باشاك
راسم باشاك مواليد 17 فبراير 1980 في الجمهورية الأذرية السوفيتية الاشتراكية، هو لاعب كرة سلة تركي/أذربيجاني معتزل. بدأ مسيرته الاحترافية في سنة 2002. يبلغ طوله 6 قدم 9 بوصة (2.1 م). اعتزل اللعب في 2012. لعب مع فنربخشة لكرة السلة وتورك تيليكوم.

## روابط خارجية
- راسم باشاك على موقع الاتحاد الدولي لكرة السلة (الإنجليزية)
- راسم باشاك على موقع الدوري الأوروبي لكرة السلة (الإنجليزية)
- راسم باشاك على موقع كرة السلة الأوروبية.كوم (الإنجليزية)
- راسم باشاك على موقع ريلجم (الإنجليزية)
- راسم باشاك على موقع بروبوليرز (الإنجليزية)
- راسم باشاك على موقع سبورتس رفرنس (الإنجليزية)